# Flicker-fixer

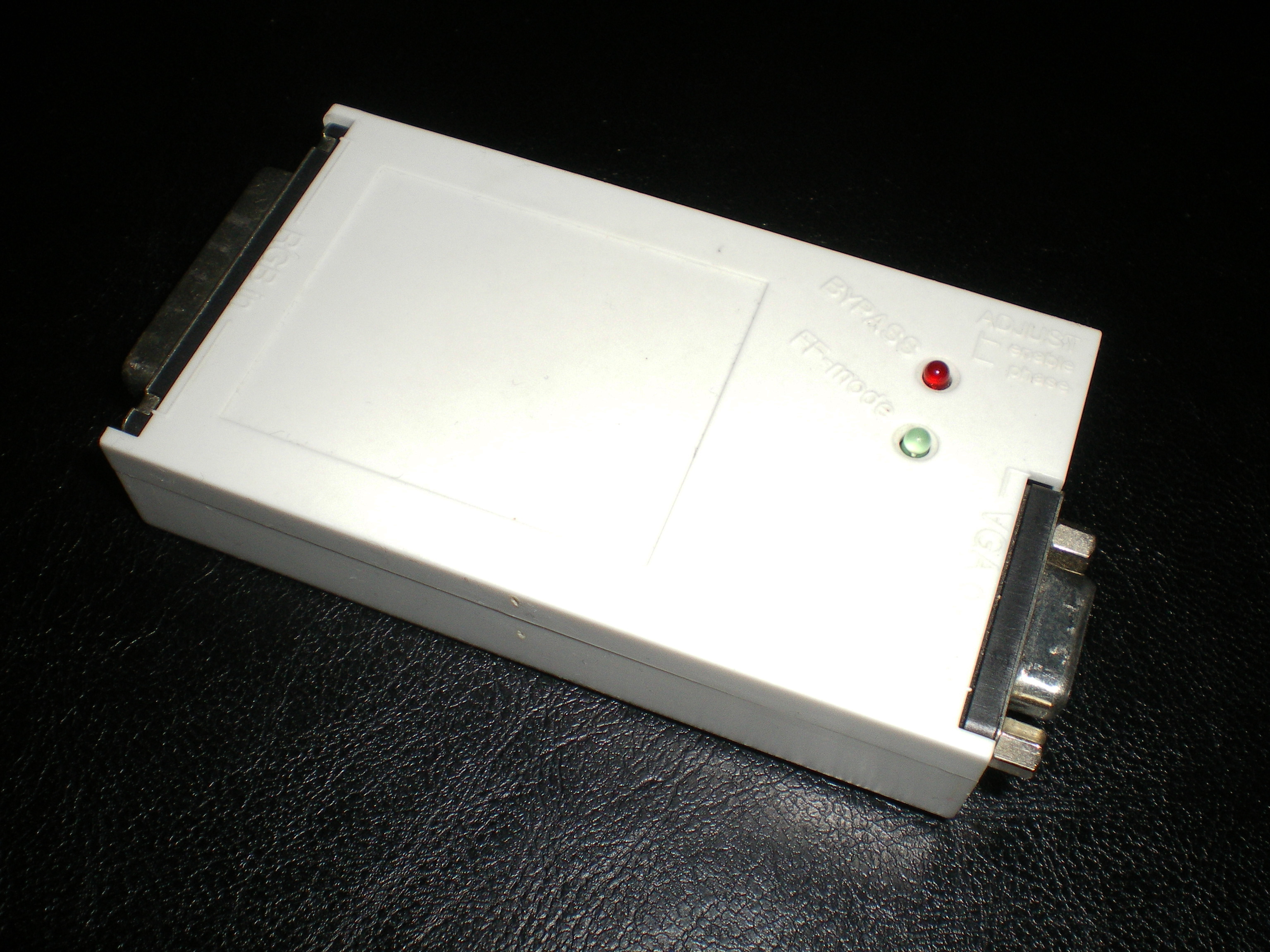
Urządzenie flicker-fixer

Flicker-fixer – urządzenie likwidujące uciążliwe dla człowieka migotanie obrazu, spowodowane zastosowaniem przeplotu (interlace) pól wizyjnych, przy wyświetlaniu sygnału dostosowanego do wyświetlania na telewizorze (PAL, NTSC) na ekranie VGA lub innym, oferującym wyższe częstotliwości odświeżania niż telewizor.
Urządzenie tego typu było stosowane np. w komputerach Amiga ze względu na budowę graficznych układów specjalizowanych tych komputerów, które potrafiły pracować tylko w trybach PAL lub NTSC. Nowsze układy potrafiły już wyświetlić obraz na monitorach VGA, domyślnie jednak pracowały w trybach telewizyjnych.